# Belagerung von Hulst (1596)
Westeuropa

Oosterweel – Dahlen – Heiligerlee – Jemgum – Jodoigne – Le Quesnoy – Brielle – Mons – Goes – 1. Mechelen – Naarden – Middelburg – Haarlem – Alkmaar – Geertruidenberg – Leiden – Delft – Valkenburg – Mooker Heide – Schoonhoven – Zierikzee – 1. Antwerpen – Gembloux – Rijmenam – 1. Deventer – Borgerhout – 1. Maastricht – 2. Mechelen – 1. Steenwijk – Kollum – 1. Breda – Noordhorn – Niezijl – Lochem – Lier – Eindhoven – Steenbergen – Ghent – Aalst – 2. Antwerpen – IJsseloord – Empel – Boksum – 1. Grave – 1. Venlo – Axel – Neuss – 1. Rheinberg – Zutphen – 1. Sluis – 1. Bergen-op-Zoom – 2. Geertruidenberg – 2. Breda – 2. Zutphen – 2. Deventer – Delfzijl – Knodsenburg – 1. Hulst – Nijmegen – Rouen – Caudebec – 2. Steenwijk – 1. Coevorden – 3. Geertruidenberg – 2. Coevorden – Groningen – Huy – 1. Groenlo – Lippe – Calais – 2. Hulst – Turnhout – 2. Rheinberg – 1. Moers – 2. Groenlo – Bredevoort – Enschede – Ootmarsum – 1. Oldenzaal – 1. Lingen – 1. Schenckenschans – Zaltbommel – Rees – San Andreas – Nieuwpoort – 3. Rheinberg – Ostende – 1. 's-Hertogenbosch – 2. Grave – Hoogstraten – 3. Sluis
Zwölfjähriger Friede

2. Lingen – 3. Groenlo – Aachen – Jülich – 2. Bergen op Zoom – Fleurus – 3. Breda – 2. Oldenzaal – 4. Groenlo – 2. 's-Hertogenbosch – Slaak – 2. Maastricht – Leuven – 2. Schenkenschans – 4. Breda – 2. Venlo – Kallo – 3. Hulst
Europäische Gewässer

Vlissingen – Borsele – Haarlemmermeer – Zuiderzee – Schelde – Lillo – Ponta Delgada – Bayona Islands – Golf von Almería – 1. Cadiz – Azoren – Straße von Dover – 2. Sluis – 1. Kap St. Vincent – 1. Gibraltar – 2. Gibraltar – 2. Cadiz – Lizard Point – Dünkirchen – Calais – Downs – 2. Kap St. Vincent – 2. St. Martin
Amerika

Bahia – Matanzas – St. Martin – San Juan – Abrolhos – Pernambuco – Südchile
Ostindien

Playa Honda – 1. San Salvador – 2. San Salvador – La Naval de Manila – Puerto de Cavite
Die Belagerung von Hulst fand im Jahr 1596 während des Achtzigjährigen Krieges statt.

## Beschreibung
Nach der Eroberung von Hulst durch Moritz von Oranien im Jahr 1591 wurde die Festung ausgebaut. Es wurden Schleusen und Deiche errichtet, um die Umgegend fluten zu können. Die Wälle waren aber weiter in einem schlechten Zustand.
Im Juli 1596 wurde Graf Georg Eberhard von Solms nach Hulst geschickt, um den Oberst Piron gegen einen erwarteten Angriff der Spanier zu unterstützen. Die Festung hatte eine Garnison von 30 Fahnen (ca. 3000 Mann), die Offiziere waren von Solms persönlich ausgewählt. So gelang es ihm die ersten Angriffe abzuwehren, musste aber auch schwere Verluste hinnehmen. Auch Solms selbst und viele seiner Offiziere wurden verwundet.
Am 9. Juli gelang es Erzherzog Albert, die Meerschanze zu erobern. Die Besatzung von 900 Mann ergab sich und erhielt freien Abzug mit fliegenden Fahnen unter der Bedingung, nicht nach Hulst zu gehen. Um den Verlust auszugleichen, ließ Solms auf dieser Seite ein Ravelin errichten, außerdem wurden die Wälle im Halbmond mit Traversen versehen. Dort wurde der Graf Ernst von Nassau mit 5 (unvollständigen) Kompanien stationiert. Am 23. und 26. Juli wurde das Ravelin vergeblich berannt. Die Belagerer hatten hohe Verluste, aber auch der Oberst Piron wurde schwer verwundet. Am 27. Juli wurde die Spitze des Ravelins durch eine Mine gesprengt. Georg Eberhard konnte die eingedrungenen Spanier wieder vertreiben, aber er konnte das Außenwerk nicht mehr halten. Das Ravelin wurde geschleift und geräumt. Dafür begannen die Spanier nun, die Stadt zu beschießen, bis zum 1. August verlor Solms über 500 Mann darunter 10 Hauptleute. Er sandte daher die Offiziere Jean de Witt und Brouchaux zu Prinz Moritz nach Groningen, um Instruktionen einzuholen. Dieser wollte ihn Männer und Material liefern; zu dieser Zeit war das Fort Nassau noch erreichbar, dort erreichte ihn Proviant, aber keine Männer.
In der Nacht vom 3. auf den 4. August machte Solms Ausfälle, es gelang ihm, den Feind aus den ersten bis vierten Graben zu werfen. Aber die Wälle und Brustwehren der Festung waren schwer beschädigt, es gab nicht einmal mehr brauchbare Erde zum Errichten weiterer Wälle. Die noch einsatzfähigen Offiziere und die Einwohner drängten darauf, die Stadt zu übergeben. Am 6. August gelang es den Spaniern, auf einen Deich vor der Stadt vorzustoßen. Dort wurden 23 Kanonen errichtet und man begann damit, das Doppelte Tor und das Duquets Gat zu beschießen. Am 18. August übergab Solms die Festung, wofür er sehr gute Bedingungen aushandeln konnte: Die 2500 Mann durften mit fliegenden Fahnen, Trommelschlag, brennenden Lunten, Kugeln im Mund mit Rüstung, Gewehren, Pferd und Wagen und Schiffen abziehen. Auch den Bürgen wurde der Abzug gestattet. Der Graf Ernst Casimir von Nassau und Graf Egmont waren die niederländischen Geiseln, der Marquis de Trevico und Conte Solve kamen als spanische Geiseln in die Stadt. Insgesamt kostete die Belagerung 5000 Belagerer, darunter 60 Hauptleute, das Leben. Die meisten starben dabei an Krankheiten. Der Graf Solms wurde schwer an der Hüfte verletzt.
Aber die Generalstaaten waren mit der Leistung von Solms nicht zufrieden und entließen ihn. Prinz Moritz beurteilte ihn anders; er nahm ihn in seinen Dienst und gab ihm ein Regiment.